# Namedropping
Namedropping är ett fenomen vilket går ut på att i förbifarten nämna namn på personer eller institutioner, inom interpersonell kommunikation, antingen för att visa på samhörighet, eller som retoriskt knep. Namedropping kan vara en del av en persons habitus.

## Socialt performativ namedropping
Genom att nämna namnet på en känd auktoritet inom ett område, avser personer att i någon grad, enligt den teoretiska utgångspunkten för symbolisk interaktionism, perfomativt visa att man i någon grad är insatt i den namngivne personens arbeten, för att etablera gemensamma referensramar i det sociala rummet. Exempelvis grupptillhörighet. Detta förekommer såväl online som bortom tangentbordet. Namedropping kan också användas av den som försöker skryta med ett flyktigt möte med en kändis, för att försöka värna sin position inom en grupp, se Jag mötte Lassie.

## Retorisk namedropping
Namedropping anses ofta vara negativt, för att det även kan användas för att simulera kunskap eller erfarenhet inom ett område, utan att behöva sätta in de uttalade namnen i ett sammanhang. När namedropping används på det här viset är det inte primärt ett effektivt sätt att skapa gemensamma referensramar utan snarare ett retoriskt knep. Som en form av retoriskt knep kan namedropping vara en form av argumentationsfel i form av ett auktoritetsargument, men om personen som har namedroppats verkligen besitter kunskap på området och personen som namedroppar förmår att på ett adekvat vis presentera personen som anses ha expertis kan det även vara en god retorisk teknik.